# Wang Zhenyi
Wang Zhenyi (chinês simplificado: 王振义, pinyin: Wáng Zhènyì; Xangai, 30 de novembro de 1924), comumente conhecida por Zhen-yi Wang, é um chines fisiologista, patologista, hematologista, e professor emerito da  Medicina e Patofisiologia da Universidade Jiao Tong de Xangai (SJTU).
Conhecido por descobrir a cura para a leucemia promielocítica aguda, enquanto trabalhava com Laurent Degos na França, usando tretinoína em um estudo no Hospital Ruijin em 1986.

## Biografia
Em novembro de 1924, Wang nasceu em Xangai, com a sua família ancestral original de Yixing (Província de Jiangsu). Em 1948, Wang formou-se na Universidade de Aurora, em Xangai.
De 1948 a 1960, Wang completou sua residência e trabalhou como médico no Hospital Ruijin em Xangai.
De 1960 a 1982, Wang lecionou na Universidade de Medicina de Xangai (agora na Faculdade de Medicina da Universidade Jiao Tong de Xangai) e diretor do departamentos de patologia e fisiologia.
De 1982 a 1984, Wang foi diretora da Divisão de Medicina Básica da Segunda Universidade Médica de Xangai. De 1984 a 1988, Wang foi o presidente da Shanghai Second Medical University.
De 1987 a 1996, Wang foi diretor do Instituto de Hematologia de Xangai (SIH). atualmente é diretora honorário do SIH.
Wang pesquisou a melhoria da sobrevida dos pacientes com Leucemia promielocítica aguda (APML). Em 1993, Wang e Degos concluíram que 75% dos pacientes tratados com quimoterapia padrão combinada com ácido transretinoico nunca reincidiram.
Chen Zhu (ex-Ministro da Saúde da China) e sua esposa Chen Saijuan são ambos hematologistas e ex-alunos de Wang (autor de mais de 300 artigos científicos e livros).

## Prémiações
- 1992, Membro Estrangeiro da Academia francesa de Ciências;
- 1993, Ordem Nacional da Legião de Honra, França;
- 1994, Prêmio Kettering (General Motors Cancer Research Foundation), por contribuições de destaque em diagnose e tratamento do câncer, junto com Laurent Degos.[2]
- 1994, Membro da Academia Chinesa de Engenharia;
- 1997, Prêmio Charles Rodolphe Brupbacher, contribuição extraordinária de pesquisa em oncológica. Suíça,
- 1998, Prémio mundial Cino Del Duca da Ciência, da França,
- 2000, Prêmio Qiushi de Distinto Cientista, Hong Kong
- 2000, Prêmio Citation Clássico ISI,
- 2001, membro Honorário de Doutor em Ciências licenciatura da Universidade de Columbia, Estados Unidos;
- 2003, Presunto (???) Wasserman Docente, a Sociedade Americana de Hematologia (ASH).
- 2012, Prêmio Szent-Györgyi por Progresso em Pesquisa do Câncer